# Stazione di Passirano
Stazione di Passirano vasútállomás Olaszországban, Lombardia régióban, Passirano településen.

## Vasútvonalak
Az állomást az alábbi vasútvonalak érintik:
- Brescia–Iseo–Edolo-vasútvonal

## Kapcsolódó állomások
A vasútállomáshoz az alábbi állomások vannak a legközelebb:
- Stazione di Bornato-Calino (Brescia–Iseo–Edolo-vasútvonal, nyugat)
- Stazione di Paderno (Brescia–Iseo–Edolo-vasútvonal, délkelet)